# 101 Dalmatian Street
101 Dalmatian Street (literalment en català: Carrer Dálmatas 101) és una sèrie de televisió produïda per Passion Animation Studios i Atomic Cartoons. Les sèries es basen lliurement en la novel·la Els cent i un dàlmates de Dodie Smith i la seva franquícia cinematogràfica. És una sèrie de televisió de dibuixos animats estatunidenca estrenada a Disney Channel.
La sèrie segueix una gran família de 101 dàlmates que viuen en la direcció del títol a Camden Town, Londres. Es va estrenar a Disney Channel al Regne Unit el 18 de març de 2019 i va transmetre el seu capítol final el 22 de febrer de 2020 al Regne Unit. A Llatinoamèrica es va estrenar la sèrie a Disney Channel el dia 2 de juny de 2019 i va finalitzar el 23 d'agost de 2020. La sèrie va ser retransmesa a través de Disney Junior des del 2 de novembre de 2020 i va ser retirada de la programació al gener del 2022, a causa dels baixos números d'audiència.

## Argument
101 Dalmatian Street se centra en una gran família de 99 cadells dàlmates els noms dels quals comencen amb la lletra "D", i els seus pares, Doug (Rhashan Stone) i Delilah (Ella Kenion), l'últim dels quals és descendent de Pongo i Perdita. Sovint deixen els germans bessons grans, Dylan (Josh Brener) i Dolly (Michaela Dietz), a càrrec mentre estan ocupats a la feina. Els dàlmates viuen sols al 101 Dalmatian Street, ubicada a Camden Town, Londres, al segle xxi, sense supervisió humana, ja que el seu propietari Dodie Smith, una excèntrica multimilionària, els va deixar casa seva i se'n va anar a viure a una illa.

## Llista d'episodis

### Temporada 1
| Número absolut | Número relatiu | Nom                                           | Resum | Dirigit per    | Escrit per                                     | Data d'estrena a Anglès                                        | Data d'estrena a Catalunya |
| -------------- | -------------- | --------------------------------------------- | --- | -------------- | ---------------------------------------------- | -------------------------------------------------------------- | -------------------------- |
| 1              | 1              | TBA "Dog's Best Friend"                       | En aquest episodi, Mentre neteja la casa després que els cadells fessin un embolic, Dylan s'adona que la seva veïna Clarissa té una tasca humana fent tasques, i desitja que tingui una "mascota" humana per fer totes les seves tasques per a ell. Dizzy i Dee Dee escolten, i decideixen portar-lo un dels quals van anomenar "Mr Fuzzy". El porten al Carrer Dálmatas 101, per a sorpresa de Dylan mentre intenta treure'l de casa. | Miklos Weigert | - Giles Pilbrow y Barry Reynolds               | 14 de desembre de 2018 (Endavant) 18 de març de 2018 (oficial) | TBA                        |
| 2              | 2              | TBA "Boom Night"                              | Dylan troba Dolly i més tard veu Dorothy a la part superior d'un edifici sense auriculars. Intenten salvar-el corrent pel seu edifici, però Dolly es queda atrapada a l'entrada a la part superior de l'edifici. Després de cridar una paraula gallet ("bola"), l'atac de cadells és suficient per alliberar-la. Quan tots els cadells aterren a la part superior, s'adonen que la nit explosiva                                       | Miklos Weigert | - Miklos Weigert - Kirsty Peart & Jets Kedward | 18 de març de 2019                                             | TBA                        |
| 3              | 3              | TBA "Power to the Puppies"                    | Decideixen convocar eleccions per veure qui ha de ser el gos més important. Tot i que la votació és a prop, els cadells prefereixen l'increïblement inepte Diesel que només sembla interessat en cavar. Dylan i Dolly estan d'acord que tots dos mereixen ser el millor gos. | Miklos Weigert | - Daniel Dion Christensen y Baljeet Rai        | 20 de març de 2019                                             | TBA                        |
| 4              | 4              | TBA "Who the Dog Do You Think You Are?"       | Els dàlmates descobreixen una pintura a l'àtic d'un gos reial que s'assembla a Dylan. Dolly, creu que és de llinatge reial. Clarissa, en sentir-los, entra a casa seva amb Prunella i Arabella i mima Dylan. Qualsevol que s'hi oposi és expulsat immediatament de la casa. | Miklos Weigert | - Ciaran Morrison y Mick O'Hara                | 20 de març de 2019                                             | TBA                        |
| 5              | 5              | TBA "Walkies on the Wild Side"                | TBA | TBA            | TBA                                            | 21 de març de 2019                                             | TBA                        |
| 6              | 6              | TBA "May Contain Nuts"                        | TBA | TBA            | TBA                                            | 25 de març de 2019                                             | TBA                        |
| 7              | 7              | TBA "Winter Funderland"                       | TBA | TBA            | TBA                                            | 26 de març de 2019                                             | TBA                        |
| 8              | 8              | TBA "Snow Day"                                | TBA | TBA            | TBA                                            | 27 de març de 2019                                             | TBA                        |
| 9              | 9              | TBA "Perfect Match"                           | TBA | TBA            | TBA                                            | 28 de març de 2019                                             | TBA                        |
| 10             | 10             | TBA "All Fired Up"                            | TBA | TBA            | TBA                                            | 1 d'abril de 2019                                              | TBA                        |
| 11             | 11             | TBA "Poetry Scam"                             | TBA | TBA            | TBA                                            | 2 d'abril de 2019                                              | TBA                        |
| 12             | 12             | TBA "Crushed Out"                             | TBA | TBA            | TBA                                            | 3 d'abril de 2019                                              | TBA                        |
| 13             | 13             | TBA "Girl's Day Out"                          | TBA | TBA            | TBA                                            | 4 d'abril de 2019                                              | TBA                        |
| 14             | 14             | TBA "The Woof Factor"                         | TBA | TBA            | TBA                                            | 22 d'abril de 2019                                             | TBA                        |
| 15             | 15             | TBA "The Nose Job: Part 1"                    | TBA | TBA            | TBA                                            | 23 d'abril de 2019                                             | TBA                        |
| 16             | 16             | TBA "The Nose Job: Part 2"                    | TBA | TBA            | TBA                                            | 24 d'abril de 2019                                             | TBA                        |
| 17             | 17             | TBA "My Fair Dolly"                           | TBA | TBA            | TBA                                            | 25 d'abril de 2019                                             | TBA                        |
| 18             | 18             | TBA "Flea-Mageddon"                           | TBA | TBA            | TBA                                            | 29 d'abril de 2019                                             | TBA                        |
| 19             | 19             | TBA "A Right Royal Rumble"                    | TBA | TBA            | TBA                                            | 17 d'agost de 2019                                             | TBA                        |
| 20             | 20             | TBA "Dal-Martians"                            | TBA | TBA            | TBA                                            | 18 d'agost de 2019                                             | TBA                        |
| 21             | 21             | TBA "A Date with Destiny... Dallas y Déjà Vu" | TBA | TBA            | TBA                                            | 24 d'agost de 2019                                             | TBA                        |
| 22             | 22             | TBA "The Wow of Miaow"                        | TBA | TBA            | TBA                                            | 25 d'agost de 2019                                             | TBA                        |
| 23             | 23             | TBA "Fear Window"                             | TBA | TBA            | TBA                                            | 31 d'agost de 2019                                             | TBA                        |
| 24             | 24             | TBA "The Dog House"                           | TBA | TBA            | TBA                                            | 1 de setembre de 2019                                          | TBA                        |
| 25             | 25             | TBA "Long Tongue Day"                         | TBA | TBA            | TBA                                            | 8 de setembre de 2019                                          | TBA                        |
| 26             | 26             | TBA "Doggy Da Vinci"                          | TBA | TBA            | TBA                                            | 14 de setembre de 2019                                         | TBA                        |